# Bernard Legrand (maître verrier)
Bernard Legrand est un maître verrier français décédé le 3 mars 1995.

## Biographie
Maître-verrier, il a vécu à Bihorel. Il a surtout travaillé les dalles de verre colorées. Un atelier de restauration d'œuvres d'art lui a survécu à Darnétal.

## Réalisations
- Église Notre-Dame-des-Anges de 1868[1] à Bihorel : interventions entre 1932 et 1966
- Église Saint-Germain-l'Auxerrois du XIe siècle à Manéglise : intervention en 1969
- à Rouen : 
  - Église Saint-Jean-Eudes (1922) : intervention vers 1960
  - église Saint-François-d'Assise : intervention au cours de l'édification
  - Église Sainte-Claire de la Grand'Mare : intervention au cours de l'édification